# Alan Torres
Alan Torres, né le 19 février 2000 à Guadalajara au Mexique, est un footballeur mexicain qui évolue au poste de milieu défensif au CD Guadalajara.

## Biographie

### Carrière en club
Né à Guadalajara au Mexique, Alan Torres est formé par le club de sa ville natale, le CD Guadalajara. Formé initialement au poste d'attaquant, ce joueur qui est apprécié pour ses qualités physiques est repositionné milieu défensif. Il fait ses débuts dans le championnat mexicain le 9 août 2020 contre le Puebla FC. Titulaire ce jour-là, il se fait expulsé en recevant un carton rouge direct à la 34e minute de jeu après un tacle violent, et son équipe s'incline (0-1),.
Le 9 janvier 2022, Alan Torres inscrit son premier but en professionnel, lors d'une rencontre de championnat face au Mazatlán FC. Il est titulaire lors de cette rencontre remportée par son équipe (3-0),.

### En équipe nationale
Avec les moins de 20 ans, il participe au championnat de la CONCACAF des moins de 20 ans en 2018. Lors de cette compétition organisée aux États-Unis, il joue cinq matchs, tous en tant que titulaire. Le Mexique atteint la finale du tournoi, en s'inclinant face au pays organisateur. Il est ensuite convoqué en mai 2019 afin de participer à la Coupe du monde des moins de 20 ans. Il ne joue cependant aucun match lors de cette compétition qui se déroule en Pologne. Avec un bilan catastrophique de trois défaites en trois matchs, six buts encaissés et un seul but marqué, le Mexique est éliminé dès le premier tour du mondial.

## Palmarès

### En équipe nationale
Mexique -20 ans
- Championnat de la CONCACAF -20 ans :
  - Finaliste : 2018.